# Albumy numer jeden w roku 2023 (Polska)
Albumy numer jeden w roku 2023 (Polska) – zestawienie albumów muzycznych, które w 2023 roku zajęły pierwsze miejsca na trzech polskich cotygodniowych listach sprzedaży publikowanych przez Związek Producentów Audio-Video:
- OLiS, sporządzanej na podstawie sprzedaży nośników fizycznych i odtworzeń w serwisach strumieniowych,
- OLiS – albumy fizycznie, sporządzanej tylko na podstawie sprzedaży nośników fizycznych,
- OLiS – albumy w streamie, sporządzanej tylko na podstawie odtworzeń w serwisach strumieniowych.

Notowania są przygotowywane na podstawie danych zgromadzonych przez spółki Kantar Polska (sprzedaż fizyczna) i Ranger (serwisy strumieniowe).

## Lista
| Data            | Okres sprzedaży                   | OLiS                               | OLiS                                                      | OLiS – albumy fizycznie            | OLiS – albumy fizycznie                                   | OLiS – albumy w streamie | OLiS – albumy w streamie | Źr.               |
| Data            | Okres sprzedaży                   | Album                              | Wykonawca                                                 | Album                              | Wykonawca                                                 | Album                    | Wykonawca                | Źr.               |
| --------------- | --------------------------------- | ---------------------------------- | --------------------------------------------------------- | ---------------------------------- | --------------------------------------------------------- | ------------------------ | ------------------------ | ----------------- |
| 5 stycznia      | 23 grudnia – 29 grudnia           | Ogrody Mixtape 3                   | Kukon                                                     | —                                  | —                                                         | —                        | —                        | [ 2 ]             |
| 12 stycznia     | 30 grudnia – 5 stycznia           | Złote przeboje                     | Kabe i Miszel                                             | Złote przeboje                     | Kabe i Miszel                                             | Rodzinny biznes          | 2115                     | [ 3 ] [ 4 ] [ 5 ] |
| 19 stycznia     | 6 stycznia – 12 stycznia          | Sanah śpiewa poezyje               | Sanah                                                     | Sanah śpiewa poezyje               | Sanah                                                     | Rodzinny biznes          | 2115                     | [ 3 ] [ 4 ] [ 5 ] |
| 26 stycznia     | 13 stycznia – 19 stycznia         | Sanah śpiewa poezyje               | Sanah                                                     | Sanah śpiewa poezyje               | Sanah                                                     | Rodzinny biznes          | 2115                     | [ 3 ] [ 4 ] [ 5 ] |
| 2 lutego        | 20 stycznia – 26 stycznia         | Na waszych oczach                  | Polska Wersja                                             | Na waszych oczach                  | Polska Wersja                                             | Lata dwudzieste          | Dawid Podsiadło          | [ 3 ] [ 4 ] [ 5 ] |
| 9 lutego        | 27 stycznia – 2 lutego            | Na waszych oczach                  | Polska Wersja                                             | Na waszych oczach                  | Polska Wersja                                             | Lata dwudzieste          | Dawid Podsiadło          | [ 3 ] [ 4 ] [ 5 ] |
| 16 lutego       | 3 lutego – 9 lutego               | Na waszych oczach                  | Polska Wersja                                             | Na waszych oczach                  | Polska Wersja                                             | Lata dwudzieste          | Dawid Podsiadło          | [ 3 ] [ 4 ] [ 5 ] |
| 23 lutego       | 10 lutego – 16 lutego             | Leśna muzyka (live, czyli na żywo) | Dawid Podsiadło                                           | Leśna muzyka (live, czyli na żywo) | Dawid Podsiadło                                           | Lata dwudzieste          | Dawid Podsiadło          | [ 3 ] [ 4 ] [ 5 ] |
| 2 marca         | 17 lutego – 23 lutego             | Lata dwudzieste                    | Dawid Podsiadło                                           | Leśna muzyka (live, czyli na żywo) | Dawid Podsiadło                                           | Lata dwudzieste          | Dawid Podsiadło          | [ 3 ] [ 4 ] [ 5 ] |
| 9 marca         | 24 lutego – 2 marca               | STYXXX                             | ReTo                                                      | 44                                 | KSU                                                       | STYXXX                   | ReTo                     | [ 3 ] [ 4 ] [ 5 ] |
| 16 marca        | 3 marca – 9 marca                 | 3H: Hajp Hajs Hejt                 | Tede                                                      | 3H: Hajp Hajs Hejt                 | Tede                                                      | STYXXX                   | ReTo                     | [ 3 ] [ 4 ] [ 5 ] |
| 23 marca        | 10 marca – 16 marca               | club2020                           | club2020                                                  | club2020                           | club2020                                                  | club2020                 | club2020                 | [ 3 ] [ 4 ] [ 5 ] |
| 30 marca        | 17 marca – 23 marca               | Pośród hien                        | Paluch i Słoń                                             | Pośród hien                        | Paluch i Słoń                                             | club2020                 | club2020                 | [ 3 ] [ 4 ] [ 5 ] |
| 6 kwietnia      | 24 marca – 30 marca               | Spokój.                            | Kuban                                                     | Memento Mori                       | Depeche Mode                                              | Spokój.                  | Kuban                    | [ 3 ] [ 4 ] [ 5 ] |
| 13 kwietnia     | 31 marca – 6 kwietnia             | Mały Książę                        | Avi                                                       | Mały Książę                        | Avi                                                       | Mały Książę              | Avi                      | [ 3 ] [ 4 ] [ 5 ] |
| 20 kwietnia     | 7 kwietnia – 13 kwietnia          | Diaporama                          | O.S.T.R.                                                  | Diaporama                          | O.S.T.R.                                                  | Spokój.                  | Kuban                    | [ 3 ] [ 4 ] [ 5 ] |
| 27 kwietnia     | 14 kwietnia – 20 kwietnia         | 72 Seasons                         | Metallica                                                 | 72 Seasons                         | Metallica                                                 | Spokój.                  | Kuban                    | [ 3 ] [ 4 ] [ 5 ] |
| 4 maja          | 21 kwietnia – 27 kwietnia         | D-Day                              | Agust D                                                   | D-Day                              | Agust D                                                   | Spokój.                  | Kuban                    | [ 3 ] [ 4 ] [ 5 ] |
| 11 maja         | 28 kwietnia – 4 maja              | Newcomer                           | Białas                                                    | Newcomer                           | Białas                                                    | Spokój.                  | Kuban                    | [ 3 ] [ 4 ] [ 5 ] |
| 18 maja         | 5 maja – 11 maja                  | –                                  | Ed Sheeran                                                | –                                  | Ed Sheeran                                                | Spokój.                  | Kuban                    | [ 3 ] [ 4 ] [ 5 ] |
| 25 maja         | 12 maja – 18 maja                 | Kłamczuch                          | Floral Bugs                                               | Kłamczuch                          | Floral Bugs                                               | Spokój.                  | Kuban                    | [ 3 ] [ 4 ] [ 5 ] |
| 1 czerwca       | 19 maja – 25 maja                 | I jest to możliwe mixtape          | Dwa Sławy, Gruby Mielzky i Pers, gościnnie: The Returners | I jest to możliwe mixtape          | Dwa Sławy, Gruby Mielzky i Pers, gościnnie: The Returners | Spokój.                  | Kuban                    | [ 3 ] [ 4 ] [ 5 ] |
| 8 czerwca       | 26 maja – 1 czerwca               | Ucieczka z kina Wolność            | Donguralesko                                              | Ucieczka z kina Wolność            | Donguralesko                                              | Spokój.                  | Kuban                    | [ 3 ] [ 4 ] [ 5 ] |
| 15 czerwca      | 2 czerwca – 8 czerwca             | 5-Star                             | Stray Kids                                                | 5-Star                             | Stray Kids                                                | Spokój.                  | Kuban                    | [ 3 ] [ 4 ] [ 5 ] |
| 22 czerwca      | 9 czerwca – 15 czerwca            | The Show                           | Niall Horan                                               | The Show                           | Niall Horan                                               | Lata dwudzieste          | Dawid Podsiadło          | [ 3 ] [ 4 ] [ 5 ] |
| 29 czerwca      | 16 czerwca – 22 czerwca           | Złota kolekcja                     | Dżem                                                      | Złota kolekcja                     | Dżem                                                      | Lata dwudzieste          | Dawid Podsiadło          | [ 3 ] [ 4 ] [ 5 ] |
| 6 lipca         | 23 czerwca – 29 czerwca           | Pokolenie końca świata             | Kacperczyk                                                | Pokolenie końca świata             | Kacperczyk                                                | Pokolenie końca świata   | Kacperczyk               | [ 3 ] [ 4 ] [ 5 ] |
| 13 lipca        | 30 czerwca – 6 lipca              | ???                                | Zeamsone                                                  | ???                                | Zeamsone                                                  | ???                      | Zeamsone                 | [ 3 ] [ 4 ] [ 5 ] |
| 20 lipca        | 7 lipca – 13 lipca                | XLI                                | Kult                                                      | XLI                                | Kult                                                      | ???                      | Zeamsone                 | [ 3 ] [ 4 ] [ 5 ] |
| 27 lipca        | 14 lipca – 20 lipca               | 11:11                              | Fonos                                                     | 11:11                              | Fonos                                                     | ???                      | Zeamsone                 | [ 3 ] [ 4 ] [ 5 ] |
| 3 sierpnia      | 21 lipca – 27 lipca               | Uzumaki forma ostateczna           | Szpaku i Kubi Producent                                   | Uzumaki forma ostateczna           | Szpaku i Kubi Producent                                   | ???                      | Zeamsone                 | [ 3 ] [ 4 ] [ 5 ] |
| 10 sierpnia     | 28 lipca – 3 sierpnia             | Uzumaki forma ostateczna           | Szpaku i Kubi Producent                                   | Uzumaki forma ostateczna           | Szpaku i Kubi Producent                                   | Utopia                   | Travis Scott             | [ 3 ] [ 4 ] [ 5 ] |
| 17 sierpnia     | 4 sierpnia – 10 sierpnia          | Uzumaki forma ostateczna           | Szpaku i Kubi Producent                                   | Uzumaki forma ostateczna           | Szpaku i Kubi Producent                                   | Utopia                   | Travis Scott             | [ 3 ] [ 4 ] [ 5 ] |
| 24 sierpnia     | 11 sierpnia – 17 sierpnia         | Hotel Maffija 3                    | SB Maffija                                                | Hotel Maffija 3                    | SB Maffija                                                | Utopia                   | Travis Scott             | [ 3 ] [ 4 ] [ 5 ] |
| 31 sierpnia     | 18 sierpnia – 24 sierpnia         | Uzumaki forma ostateczna           | Szpaku i Kubi Producent                                   | Jack in the Box                    | J-Hope                                                    | ???                      | Zeamsone                 | [ 3 ] [ 4 ] [ 5 ] |
| 7 września      | 25 sierpnia – 31 sierpnia         | Lata dwudzieste                    | Dawid Podsiadło                                           | Lata dwudzieste                    | Dawid Podsiadło                                           | Lata dwudzieste          | Dawid Podsiadło          | [ 3 ] [ 4 ] [ 5 ] |
| 14 września     | 1 września – 7 września           | Leśna muzyka (live, czyli na żywo) | Dawid Podsiadło                                           | Leśna muzyka (live, czyli na żywo) | Dawid Podsiadło                                           | Lata dwudzieste          | Dawid Podsiadło          | [ 3 ] [ 4 ] [ 5 ] |
| 21 września     | 8 września – 14 września          | <33                                | Mata                                                      | <33                                | Mata                                                      | <33                      | Mata                     | [ 3 ] [ 4 ] [ 5 ] |
| 28 września     | 15 września – 21 września         | Patocelebryta                      | Kizo                                                      | Patocelebryta                      | Kizo                                                      | Patocelebryta            | Kizo                     | [ 3 ] [ 4 ] [ 5 ] |
| 5 października  | 22 września – 28 września         | 1-800-Oświecenie                   | Taco Hemingway                                            | 1-800-Oświecenie                   | Taco Hemingway                                            | 1-800-Oświecenie         | Taco Hemingway           | [ 3 ] [ 4 ] [ 5 ] |
| 12 października | 29 września – 5 października      | 1-800-Oświecenie                   | Taco Hemingway                                            | 1-800-Oświecenie                   | Taco Hemingway                                            | 1-800-Oświecenie         | Taco Hemingway           | [ 3 ] [ 4 ] [ 5 ] |
| 19 października | 6 października – 12 października  | 1-800-Oświecenie                   | Taco Hemingway                                            | 1-800-Oświecenie                   | Taco Hemingway                                            | 1-800-Oświecenie         | Taco Hemingway           | [ 3 ] [ 4 ] [ 5 ] |
| 26 października | 13 października – 19 października | Pokaz slajdów                      | Kwiat Jabłoni                                             | Pokaz slajdów                      | Kwiat Jabłoni                                             | 1-800-Oświecenie         | Taco Hemingway           | [ 3 ] [ 4 ] [ 5 ] |
| 2 listopada     | 20 października – 26 października | Safe                               | Gibbs                                                     | Safe                               | Gibbs                                                     | Dziewczyna pop           | Daria Zawiałow           | [ 3 ] [ 4 ] [ 5 ] |
| 9 listopada     | 27 października – 2 listopada     | Tryb kreatywny                     | Palion                                                    | Tryb kreatywny                     | Palion                                                    | Safe                     | Gibbs                    | [ 3 ] [ 4 ] [ 5 ] |
| 16 listopada    | 3 listopada – 9 listopada         | Golden                             | Jungkook                                                  | Golden                             | Jungkook                                                  | Safe                     | Gibbs                    | [ 3 ] [ 4 ] [ 5 ] |
| 23 listopada    | 10 listopada – 16 listopada       | Rock-Star                          | Stray Kids                                                | Rock-Star                          | Stray Kids                                                | Safe                     | Gibbs                    | [ 3 ] [ 4 ] [ 5 ] |
| 30 listopada    | 17 listopada – 23 listopada       | PP                                 | Pidżama Porno                                             | PP                                 | Pidżama Porno                                             | Safe                     | Gibbs                    | [ 3 ] [ 4 ] [ 5 ] |
| 7 grudnia       | 24 listopada – 30 listopada       | Męskie Granie 2023                 | Męskie Granie 2023                                        | Męskie Granie 2023                 | Męskie Granie 2023                                        | Safe                     | Gibbs                    | [ 3 ] [ 4 ] [ 5 ] |
| 14 grudnia      | 1 grudnia – 7 grudnia             | PROXL3M                            | PRO8L3M                                                   | PROXL3M                            | PRO8L3M                                                   | PROXL3M                  | PRO8L3M                  | [ 3 ] [ 4 ] [ 5 ] |
| 21 grudnia      | 8 grudnia – 14 grudnia            | Przed i po                         | Dawid Podsiadło                                           | Przed i po                         | Dawid Podsiadło                                           | PROXL3M                  | PRO8L3M                  | [ 3 ] [ 4 ] [ 5 ] |
| 28 grudnia      | 15 grudnia – 21 grudnia           | XLI                                | Kult                                                      | XLI                                | Kult                                                      | PROXL3M                  | PRO8L3M                  | [ 3 ] [ 4 ] [ 5 ] |

## Podsumowania
| Okres                 | OLiS             | OLiS           | OLiS – albumy fizycznie | OLiS – albumy fizycznie | OLiS – albumy w streamie | OLiS – albumy w streamie | Źr.   |
| Okres                 | Album            | Wykonawca      | Album                   | Wykonawca               | Album                    | Wykonawca                | Źr.   |
| --------------------- | ---------------- | -------------- | ----------------------- | ----------------------- | ------------------------ | ------------------------ | ----- |
| styczeń–czerwiec 2023 | Spokój.          | Kuban          | Spokój.                 | Kuban                   | Lata dwudzieste          | Dawid Podsiadło          | [ 6 ] |
| styczeń–grudzień 2023 | 1-800-Oświecenie | Taco Hemingway | 1-800-Oświecenie        | Taco Hemingway          | Lata dwudzieste          | Dawid Podsiadło          | [ 7 ] |